# Otto Rehhagel
Otto Rehhagel (Essen, 1938. augusztus 9. –) német labdarúgóedző és korábbi játékos.

## Pályafutása

### Labdarúgóként
Fiatalon ismerkedett meg a labdarúgással, futballpályafutását a helyi TuS Helenében kezdte, majd a város patinásabb gárdájában, a Rot-Weissben is megfordult. A Bundesligában összesen 201 bajnokin lépett pályára, ebből 53-at a Hertha BSC színeiben játszott, a többit pedig az 1. FC Kaiserslauternben teljesítette. Utóbbi csapatánál a magyar Lóránt Gyula is mestere volt. Játékosként kőkemény védőként tartották számon.

### Edzőként
A labdarúgást befejezve az edzői pályára lépett, edzőként jellemző rá a követelmény támasztó 
diktatórikus stílus, az ellentmondást nem tűrő szigorúság. Tréneri pályafutása elején sehol sem töltött el hosszú időt.

#### Egyesületi szakvezető
- 1. FC Saarbrücken (1972–1973)
- Kickers Offenbach
- Borussia Dortmund
- Arminia Bielefeld
- Fortuna Düsseldorf
- FC Bayern München
- SV Werder Bremen. Összesen 14 éven keresztül irányította a brémai együttest.
  - 1981 áprilisától ismét a brémaiak szakvezetője lett, és ezzel egy hosszú sikersorozat vette kezdetét. Előbb kiharcolta a feljutást az együttessel, majd két évvel később már ezüstérmet szerzett a csapattal. És ez még csak a kezdet volt: 1988-ban duplázott a Werderrel, vagyis a bajnoki címet és a kupát is begyűjtötte, utóbbiból még 1991-ben és 1994-ben is szerzett egyet, az aranyérem pedig 1993-ban lett ismét a brémaiaké. Menet közben, 1992-ben a KEK-trófea is Brémába került.
- FC Bayern München (1995–1996)
- 1. FC Kaiserslautern (1996–2000)
  - Az élvonalból frissen kiesett alakulat mestere lett, és előbb feljutott az együttessel, majd a német labdarúgásban egyedülálló tettként, újoncként bajnokságot nyert.

#### Szövetségi kapitány
A görög labdarúgó-válogatott szövetségi kapitánya (2001–2010). A Dél-Afrikában rendezett 2010-es labdarúgó-világbajnokságon a legidősebb szövetségi kapitányként (71 év és 307 nap) tevékenykedett. A csoportkörből nem jutott tovább a csapat, posztjáról lemondott.

## Sikerei, díjai
- 2004-ben a görög labdarúgó-válogatottal aranyérmet szerzett a Portugáliában rendezett 2004-es labdarúgó-Európa-bajnokságon.